# Frisia Loga
Frisia Loga (offiziell: Sportverein Frisia Loga von 1930 e.V.) ist ein Sportverein im Leeraner Stadtteil Loga. Die erste Fußballmannschaft spielte von 1947 bis 1949 in der höchsten niedersächsischen Amateurliga.

## Geschichte
Der Verein wurde im Jahre 1930 durch Mitglieder zweier Straßenmannschaften gegründet. Im Jahre 1947 qualifizierte sich Frisia für die Landesliga Weser/Ems, wo man zwei Jahre spielte. Ein Höhepunkt war das Lokalderby gegen den VfL Germania Leer vor 3500 Zuschauern. 1949 gehörte der Verein zu den Gründungsmitgliedern der Amateurliga 1, der man bis 1963 angehörte. Im Jahr 1956 verhinderte der Aufstieg von Germania Leer den Abstieg der Frisia.
Nach vielen Jahren auf lokaler Ebene gelang in den Spielzeiten 1994/95, von 1996 bis 1998 und in der Saison 2003/04 nochmal die Rückkehr in die Landesliga Weser/Ems. Nach der Bezirksligameisterschaft im Jahre 2011 spielt die Mannschaft wieder in der Landesliga. Zwei Jahre später folgte der erneute Abstieg in die Bezirksliga.
Während der Saison 2002/03 spielte mit Uwe Eckel ein ehemaliger Bundesligaspieler für Frisia Loga.